# Massimo Iacopini
Massimo Iacopini, né le 10 mai 1964, à Empoli, en Italie, est un ancien joueur et dirigeant de basket-ball italien. Il évolue au poste d'arrière. Il est devenu directeur général de l'Unione Sportiva Empolese, puis team manager du Benetton Trévise en mars 2007.

## Palmarès
- Coupe d'Europe 1995
- Champion d'Italie 1992
- Coupe d'Italie 1993, 1994, 1995
- Vainqueur des Jeux méditerranéens de 1993